# NGC 626
NGC 626 is een balkspiraalstelsel in het sterrenbeeld Beeldhouwer. Het hemelobject werd op 4 september 1834 ontdekt door de Britse astronoom John Herschel.

## Synoniemen
- PGC 5901
- ESO 297-6
- MCG -7-4-18